# 維蘇納拉
維蘇納拉（？—1520年），瀾滄王國中期國王。
他是國王乍加帕·潘漂之子。1480年被任命為萬象首長，1491年成為首相，1495年成為他最小的外甥國王孫普的攝政，但在1500年廢了他，1501年登基。
他統治時期國內和平，文化繁榮，大批寺院建立起來，最有名的是維蘇寺，同時大量的巴利語上座部佛典被譯為老撾文。
1520年，在萬象逝世。